# Мале хидроелектране
Хидроелектране су справе које се користе за добијање енергије (струје) која је обновљива.Хидроелектране раде на принципу турбина када вода пролази кроз отворе у бранама на којима се граде хидроелектране (где се налази огромна количина воде и огромна потенијална енергија) вода прво пролази кроз статор где ствара кинетичку енергију па онда кроз ротор турбине где се ствара механичка енергија и када се ротор окреће механичка енергија се претвара у електричну струју која се преноси далеководима и касније се смањује напон помоћу трансформатора у насељима и долази до вас.Последњих година због проблема са глобалним загревањем, зелена тј. обновљива енергија је постала тренд у богатијим земљама и земљама са огромним ресурсима која могу да омогуће корстну употребу зелене енергије.

## Распон
Иако свака земља има своје законе и распон енергије хидроелектрана да би је сврстали у одређену категорију у Европи се све више подржава распон за класификацију хидроелектране под малом, распон од - 10 kW do 10MW што је и прихваћено од стране Европске комисије и (ESHA)-e тј. Европско удружење малих хидроелектрана које је део (EREC)-a тј. Европског савета за обновљиву енергију.
Распон граничних снага за сврставање у мале хидроелекртане у свету:
Италија - 3 МW
Белгија - 10 МW
Француска - 8 MW
Поругалија - 10 MW
Ирска - 10 MW
Грчка - 10 MW
Шпанија - 10 MW
Шведска - 1.5 MW
Кина - 25 MW
Индија - 15 MW
Највише малих хидроелектрана има у Кини па у Европи и Америци а најмање у Африци и Аустралији,зато Кина има тако високу границу за распон снаге и сврставања у мале хидроелектране

## Предности и мане
Предности:
- Немају пуно несотатака
- Јефтине за одржавање
- Нема велики утицај на животну средину и екосистем око себе
- Трошак дистрибуције електричне енергије је веома мали
- Смањење емисије угљен-диоксида за 480 тона и смањење употребе угља за 335 тона за само један GWh током рада малих хидроелктрана
- Заштита од поплава, друштвени добитак (посао,боља животна средина и самим тим већа фамилија)
- Знатно смањење фосилних горива

Мане:
- Бука
- Несигурне турбине за рибе и остале животиње у речицама, притокама и језерима
- Само један ток
- Накупљање смећа у речицама, притокама или језерима на малу хидроелектрану ...

## Делови једне мале хидроелектране
Састоји се од једне бране или преграде која ствара велику потенцијалну енергију за малу хидроелектрану као и заштиту од поплава мештанима који су близу ње. Састоји се и од ротора и статора турбине као и генератора који су најзаслужнији за процес стварања електричне енергије и преношење ње у села и градове, битан део јесу цеви за довод и одвод воде као и водена комора на крају за правилно функционисање те хидроелектране.
Турбине се деле на реакцијске и турбине слободног млаза - Турбине слободног млаза се деле на: Пелтонове,Тургове ( које су варијација Пелтонове) и Банки - Мичелове (за велике водене токове). Док се реакцијске турбине деле на: Францисове,Капланове,Пропелерне ( исте као Капланове али са непомичим роторским лоптицама) и Дериазове.

## Maле хидроелектране у Србији
Има их доста код Бајине Баште,Зајечара,Ниша,Ариља,Алексинца,Пирота...
Познате су Лазин Брег (Бајина Башта), Тамница (Бајина Башта), Нишава I ,II , III , V и VI (Пирот),Бован (Алексинац), Топоница (Ниш), Трнавац (Зајечар), Усовине и Шаптовићи (Ариље)...